# Морський маяк Гданськ-Новий Порт
Морський маяк Гданськ-Новий Порт (Latarnia Morska Gdańsk Nowy Port пол.) – об'єкт культурної спадщини, не функціонуючий морський маяк на польському узбережжі Балтійського моря, розташований на вулиці Промисловій в районі Новий Порт міста Гданськ.
Маяк знаходиться між морським маяком в Гелі і морським маяком Гданськ-Порт Північний. Доступний для відвідування.

## Технічні дані
- Географічне розташування: 54°24'22,7" Пн.ш 18°39'39,8" Сх.д
- Висота вежі: 31,30 м
- Висота світла: 27,30 m в.н.р.м.
- Номінальна видимість світла: 17 М.м (31,484 км)
- Характеристики світла:
  - Спалах: 2 секунди
  - Перерва: 3 секунди
  - Тривалість: 5 секунд

## Історія

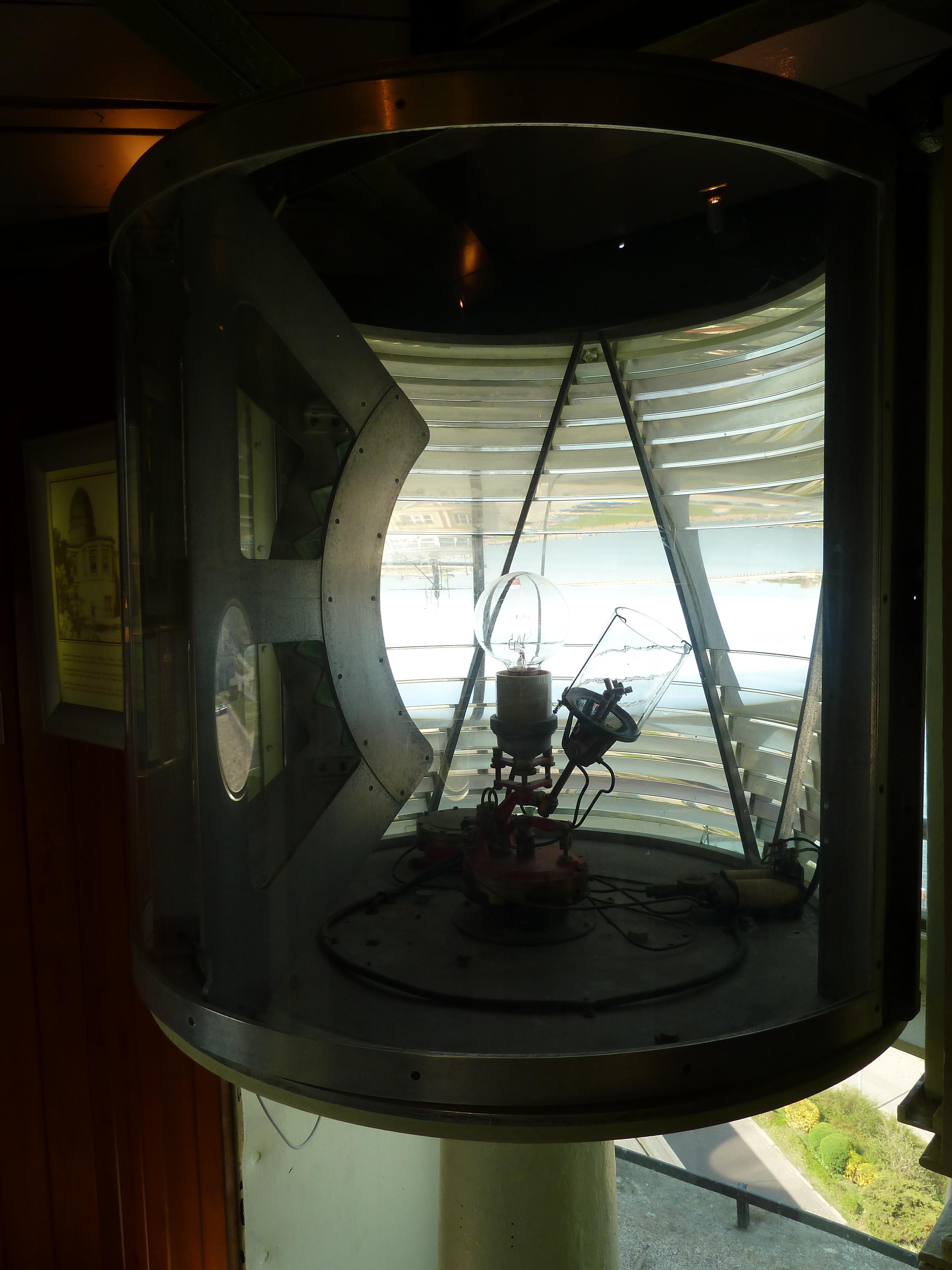
Оптичні лінзи

- Збудований в 1893—1894 роках замість старішого маяка. Прототипом слугував вже неіснуючий маяк з Клівленду в США.
- 1 вересня пострілом з вікна подано знак матросам лінійного корабля «Шлезвіг-Гольштейн» розпочати обстріл півострову Вестерплатте. Кілька хвилин після цього з Вестерплатте прилетіли два гарматні снаряди. Перший промахнувся, другий влучив в ціль ліквідуючи кулеметне гніздо противника. Навіть сьогодні можна побачити місця обстрілу по світлішій цеглі на фасаді.
- Виведений з експлуатації 1984 року, після побудови нового маяка в гданському Північному Порті. 2004 року відчинений для відвідувань туристів[2].

## Цікаві факти
- 1 квітня 2008 року на верхівці маяка встановлено реконструкцію Кулі часу[3]. Введена в дію 21 травня 2008 року, відтоді вона щоденно падає в годинах 12:00, 14:00, 16:00 i 18:00[4].
- В березні 2010 року маяк став лауреатом конкурсу Генерального Консерватора Історичних Пам'яток Польщі в категорії Збережена Пам'ятка[5].
- Хоча маяк вже не функціонує, вдень світло ввімкнене на малих потужностях, щоб показати туристам спосіб дії маяка.